# دوار بني يحيى (تمضيت)
دوار بني يحيى هي إحدى مشيخات المملكة المغربية، تتبع جغرافيا لإقليم تاونات وإداريًا لتمضيت. يقدر عدد سكانها بـ 3752 نسمة حسب الإحصاء الرسمي للسكان والسكنى لسنة 2004.